# Sorex cansulus
Sorex cansulus (мідиця ганьсуйська) — вид роду мідиць (Sorex) родини мідицевих.

## Поширення
Вид знайдений тільки в провінції Ганьсу, Китай. Мешкає на висотах 2600–3000 м над рівнем моря.

## Звички
Немає даних.

## Цикл життя
Не відомо.

## Загрози та охорона
Загрози невідомі. Живе в обмеженій області, яка знаходиться під загрозою деградації і втрати місць проживання в результаті лісозаготівель. Не відомо, чи він присутній у будь-якій з охоронних територій.